# Grunwald (wzgórze)
Grunwald – wzgórze wznoszące się w mieście Mszana Dolna, przylegające do ulicy Grunwaldzkiej. Ma wysokość 513 m n.p.m. i stanowi zachodnie zakończenie grzbietu Czarnego Działu. Północno-zachodnie stoki Grunwaldu opadają do doliny potoku Słomka, południowo-zachodnie do rzeki Mszanka, południowo-wschodnie do doliny potoku Ściborów oddzielającej go od Wsołowej.

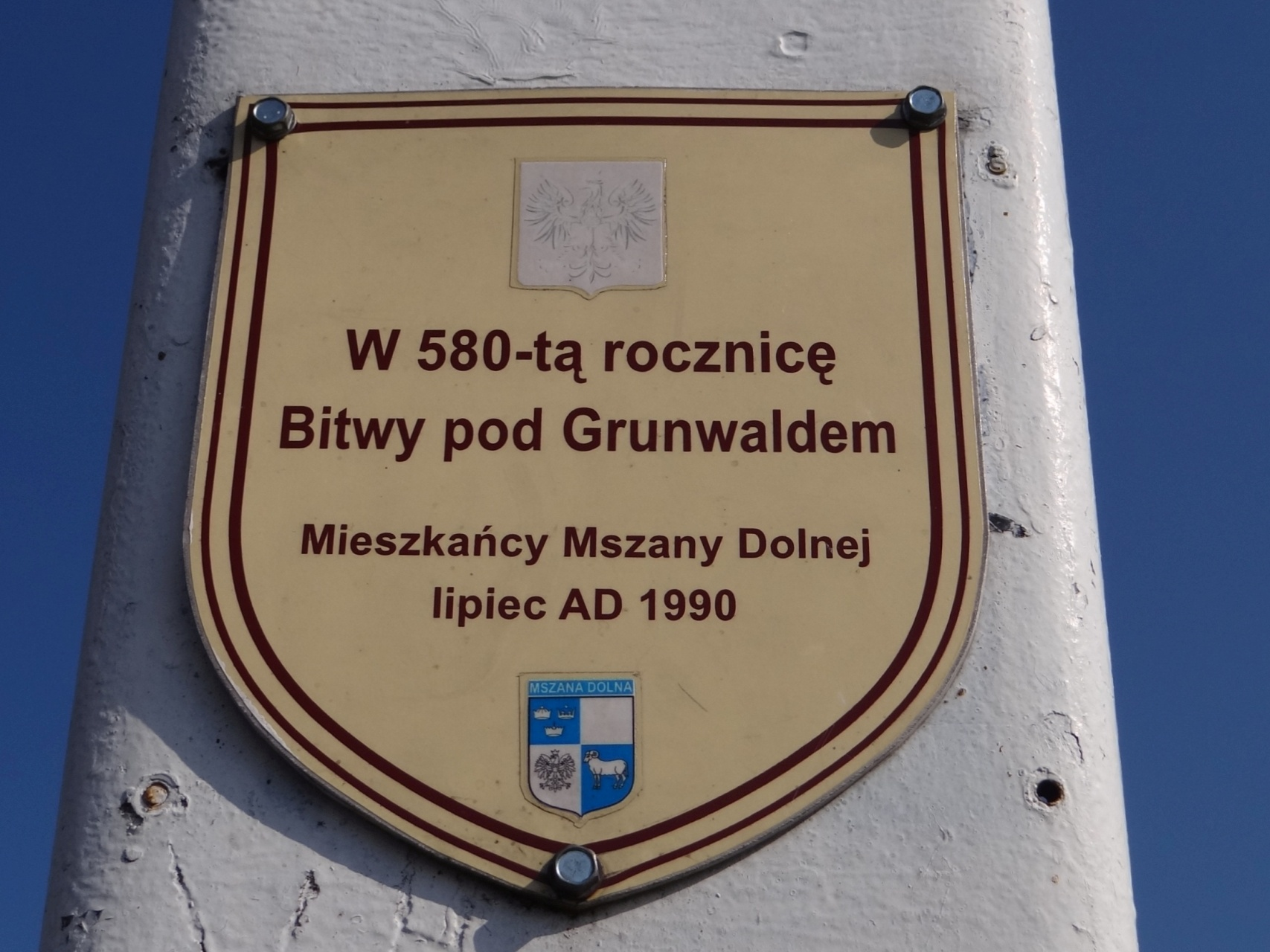
Tablica na krzyżu grunwaldzkim

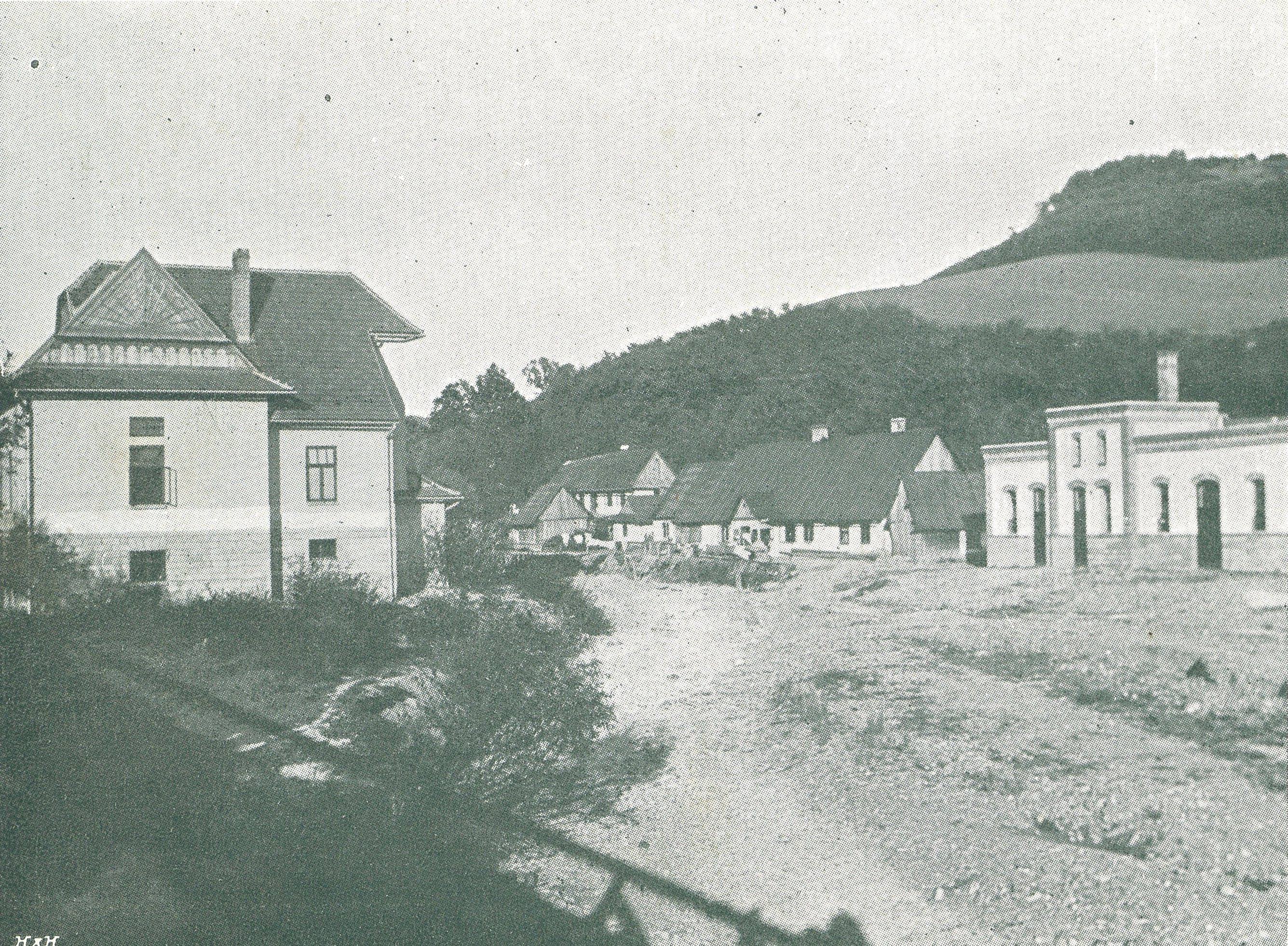
Widok na Grunwald około 1925

W 1910 roku uroczyście z okazji 500 rocznicy bitwy pod Grunwaldem nazwano to wzgórze Grunwaldem. Przez miejscowych może być dalej nazywane Kobylą Głową lub Kopą. Niegdyś był też nazywany Burdelem (nazwa ta w pojęciu geograficznym nie ma nic wspólnego z domem publicznym). Nazwa Grunwald została później w literaturze błędnie utożsamiona z Wsołową górą.
W 1988 r. lub w 1990 na wzgórzu umieszczono żelazny krzyż (7,34 UMG) nazywany obecnie: Białym pomnikiem Grunwaldu. Było to historycznym wydarzeniem dla Parafii Świętego Michała Archanioła (jedynej wtedy parafii Mszany Dolnej). Wcześniej na jego miejscu stał inny drewniany krzyż umieszczony wcześniej przez Zagórzan. Ten jednak zbutwiał i został przeniesiony do plebanii znajdującej się niedaleko kościoła Michała Archanioła. Przy krzyżu odbywają się obecnie msze święte, mimo że teren znajdujący się przy krzyżu jest prywatną własnością Tadeusza Krupińskiego.
Biały krzyż stał się celem spacerowej trasy na to wzgórza. Ze wzgórza można zobaczyć ciekawe okazałe widoki na Mszanę Dolną, stąd planowano umieścić tam wieżę widokową.